# Teucrium balfourii
Teucrium balfourii é uma espécie de planta com flor da família Lamiaceae.
Ela é encontrada apenas nas Ilhas Socotra, parte da nação do Iémen.
O seu natural habitat é nas áreas rochosas.